# Hans Lauber (Lehrer)
Hans Lauber (* 2. Mai 1935 in Odžaci, damals Königreich Jugoslawien) ist ein deutscher Lehrer. Als Gründer und Vorsitzender des Heimatbundes Schloss Pertenstein ist er Initiator zahlreicher kultureller Initiativen im Chiemgau.

## Leben
In seinem Geburtsort Odžaci (Serbien) besuchte er bis zur Flucht aus seiner Heimat im Oktober 1944 eine deutsch-ungarische Schule. 1947 bestand er die Aufnahmeprüfung für das Gymnasium in Passau und studierte nach dem Abitur an der Lehrerbildungsanstalt Pasing. 1963 kam er als Lehrer nach Traunwalchen, wo er bis zu seiner Pensionierung an der heutigen Carl-Orff-Grundschule Traunwalchen arbeitete. Er wurde 1965 Mitbegründer der Sing- und Musikschule Traunwalchen, die als Keimzelle mehrerer ähnlicher Einrichtungen im Landkreis Traunstein gilt. Mit einigen Gleichgesinnten gründete Lauber 1969 dann auch den Heimatbund Schloss Pertenstein. Man begann mit der behutsamen Sanierung von Schloss Pertenstein, das die Eigentümer, die Familie Toerring, dem Verein durch Erbbaurecht überlassen hatten. Heute ist das Schloss eine Kultur- und Begegnungsstätte mit einem besonderen Bezug zum Komponisten Carl Orff. Viele seiner Werke wurden hier mit großem Erfolg aufgeführt, eine internationale Orff-Ausstellung ist dort beheimatet. Mit auf Laubers Initiative hin wurden auch der Verein Orff 95 und eine Akademie für Musik, Tanz und Theater gegründet.
Neben seiner regen Bautätigkeit, die viele weitere Projekte in und um die ehemalige Hofmark Pertenstein und die Frauenbrunn-Kapelle in Traunwalchen einschließt, arbeitet er auch als Chorleiter und Komponist. An seinem Geburtsort im heutigen Serbien hat Hans Lauber mehrere Hilfsprojekte organisiert.

## Ehrungen
- Verdienstmedaille des Verdienstordens der Bundesrepublik Deutschland (2014)[2]
- Max-Fürst-Preis für hervorragende Leistungen in der Heimatforschung und Heimatpflege des Historischen Vereins für den Chiemgau (2015)[3]